# ای‌جی اژدها
ای‌جی اژدها یک ستاره است که در صورت فلکی قرار دارد.